# Charles Gautier de Vinfrais

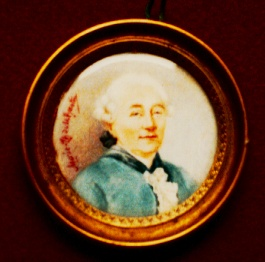
Vignette mit einer Abbildung von Charles Gautier de Vinfrais, 1764

Charles Gautier de Vinfrais (* 7. November 1704 in Saint-Germain-en-Laye; † 4. November 1797 Versailles) war ein französischer Offizier der königlichen Parforcejagd, officier de la vénerie royale, Autor und Enzyklopädist.

## Leben und Wirken
Charles Gautier Vinfrais entstammte einer Familie von königlichen Offizieren der Jagd. Sein Vater Michel Gautier (ca. 1673–1718), genannt Vinfrais, die war piqueur de la Vénerie de Son Altesse Mgr le Comte de Toulouse und später Michel de Vinfrais, Grand Veneur of Louis XV and Commandant des Gardes du Corps at St. Leger en Yvelines war ein Analphabet. Seine Mutter war die geborene Marguerite Sénéchal (1675–1737). Er war der viertälteste Sohn von insgesamt sieben Brüdern und drei Schwestern.
Die Leidenschaft der königlichen Familien unter Ludwig XIV. und Ludwig XV. für die Jagd erklärte auch die Wichtigkeit, die man in die Ausbildung, Versorgung und Stellung im sozialen Gefüge am Hofe, den Offizieren der königlichen Jagd und ihren Angehörigen zusprach.
Im Alter von 20 Jahren wurde Charles Gautier Vinfrais in den königlichen Jagdverband in Versailles aufgenommen. Er begann seine Tätigkeit dort mit der Pflege des Zwingers, der Instandhaltung der Ausrüstung. Im Jahre 1730 wurde er dann zum piqueur de la Vénerie befördert, eine Position, die er über zwanzig Jahren innehatte, später avancierte er in den Rang eines premier piqueur. Er war, als ein der erfahrener Jäger, direkt an den königlichen Jagden beteiligt. Im Jahre 1782 wurde er ein gentilhomme de la Vénerie de S.A.R. M. le Comte d’Artois und war berechtigt den Titel d’Écuyer zu tragen.
Er war mit der geborenen Marie Élisabeth Pelletier (1713–1759) seit dem 30. Januar 1731 verheiratet, das Paar hatte fünf Söhne und acht Töchter.
Für die Encyclopédie von Denis Diderot und Jean-Baptiste le Rond d’Alembert schrieb er den Artikel „vénerie“.